# Fonderie Camplone

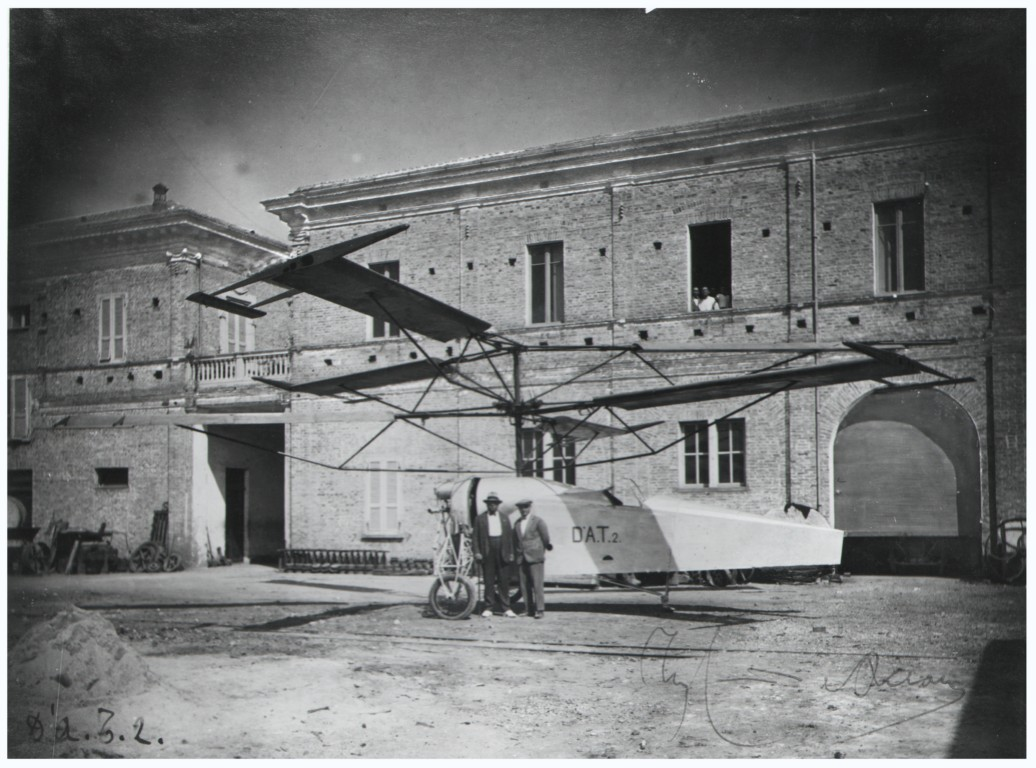
Corradino D'Ascanio davanti al prototipo di elicottero D'AT2 presso le officine della fonderia Camplone, Pescara 1926.

Le Fonderie Camplone furono un'azienda storica di Pescara nata nel 1915 come Giuseppe Camplone e Figli e attiva fino al 1979. Fu diretta da Eugenio Camplone, proprietario di un terzo del capitale. Il complesso produceva macchinari per oleifici, pastifici, mulini e industrie enologiche; vi si fondeva inoltre la ghisa e l'acciaio necessari alla fabbricazione di tombini, fontane e ancore. La sua storia è inoltre legata alla collaborazione con l'ingegnere Corradino D'Ascanio e ai primi prototipi di elicottero.

## Storia

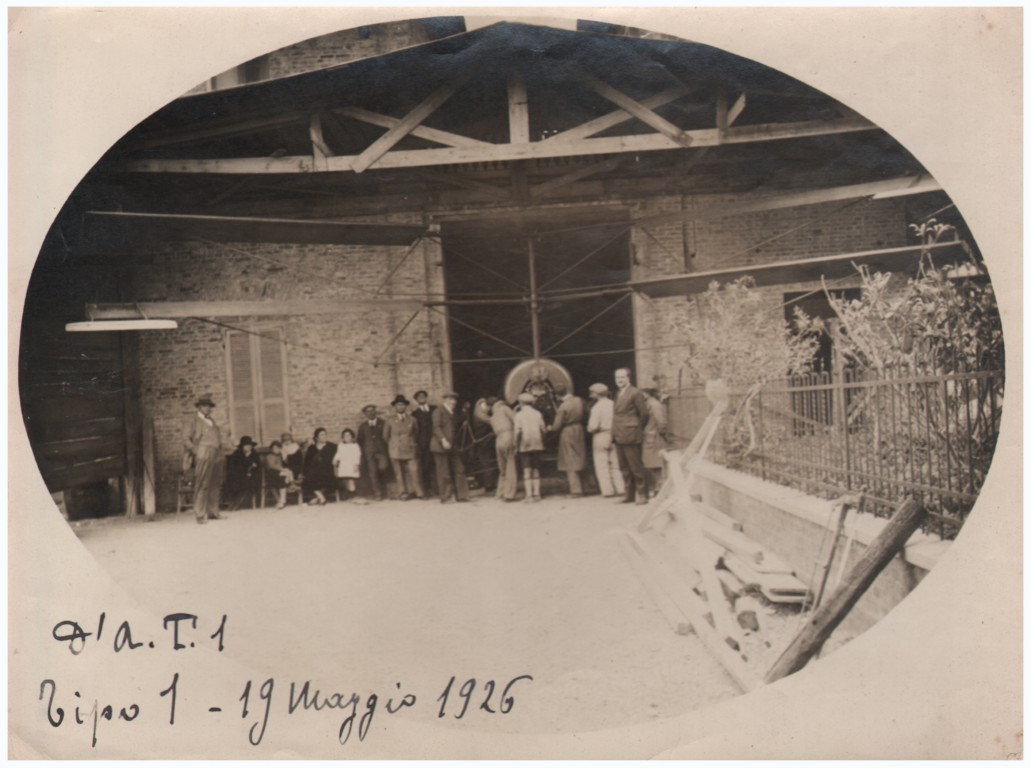
Il barone Pietro Trojani e D'Ascanio con le maestranze davanti al prototipo di elicottero D'AT1 presso l'officina della fonderia Camplone, 19 maggio 1926. Il sodalizio nato tra i due nel 1925 aveva lo scopo di "far sorgere e prosperare un'industria aviatoria in questa industriosa zona d'Abruzzo". L'attività inizia con la progettazione di alcuni prototipi di elicotteri realizzati nelle officine meccaniche di Giuseppe Camplone.

La famiglia Camplone già alla fine dell'Ottocento gestisce alla periferia di Pescara una piccola officina meccanica per la riparazione di macchine e strumenti agricoli e svolge anche un'attività di noleggio e vendita di macchine agricole. In età giolittiana, per far fronte a una domanda in continua espansione, i Camplone trasferirono l'officina dalla Villa del Fuoco, lungo la nazionale Tiburtina, nell'area suburbana appena oltre la stazione ferroviaria di Porta Nuova. La scelta della nuova localizzazione è legata a un progetto comunale di crescita industriale della città che punta proprio su quelle aree per lo sviluppo del settore secondario, attraverso una politica di incentivi e agevolazioni fiscali.
La ditta Camplone acquista nel febbraio 1907 dal Comune di Pescara un'area di oltre 1.600 m², destinata a ospitare l'officina e una fonderia di ghisa. L'artefice della svolta produttiva e dell'espansione dimensionale è Eugenio Camplone, il quale, coadiuvato dai fratelli, avvia, primo in Abruzzo, la produzione di macchinari e strumenti per oleifici, pastifici, mulini e industrie enologiche. La scelta si rivela positiva: l'incremento continuo della domanda e l'assenza di concorrenti diretti favoriscono in poco tempo la trasformazione della ditta in un moderno complesso industriale. Allo scoppio della Prima guerra mondiale, le Fonderie Camplone occupano una posizione di rilievo nel campo della produzione di macchinari e strumenti agricoli, sempre più richiesti da un comparto agroindustriale in forte espansione, che progressivamente conquistano i mercati della Regione e di tutto il Centro-Sud.
Il positivo andamento degli affari suggerisce una ridefinizione dell'assetto societario. Il 30 gennaio 1915 si costituisce la S.n.c. Giuseppe Camplone e Figli - Fonderia e officine di costruzioni e riparazioni meccaniche, con un capitale sociale di 6.000 lire, diviso in parti eguali fra i tre fratelli, Eugenio, Francesco Paolo e Luigi, i quali assumono rispettivamente le cariche di Direttore Generale, e Direttori tecnici della fonderia e dell'officina meccanica.

### Prima guerra mondiale

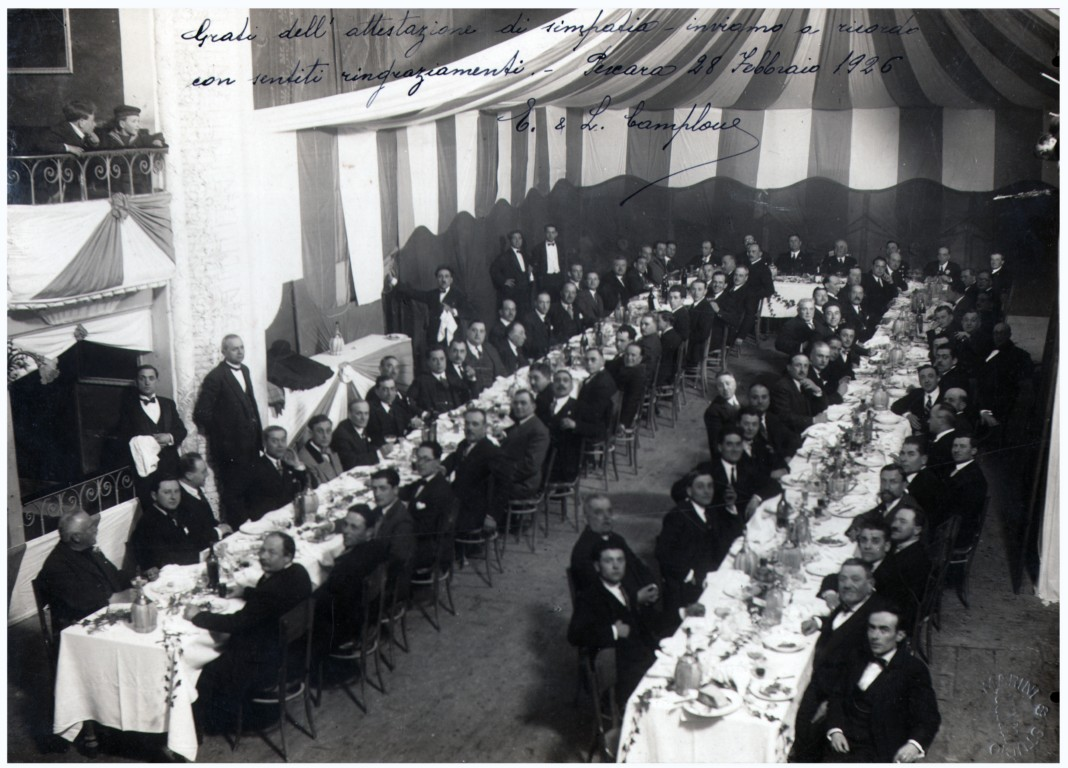
Cena presso le officine della fonderia Camplone, Pescara 28 febbraio 1926. La fotografia riporta una dedica dei fratelli Eugenio e Luigi Camplone all'ingegnere Corradino D'Ascanio: "Grati dell'attestazione di simpatia, inviamo a ricordo con sentiti ringraziamenti".

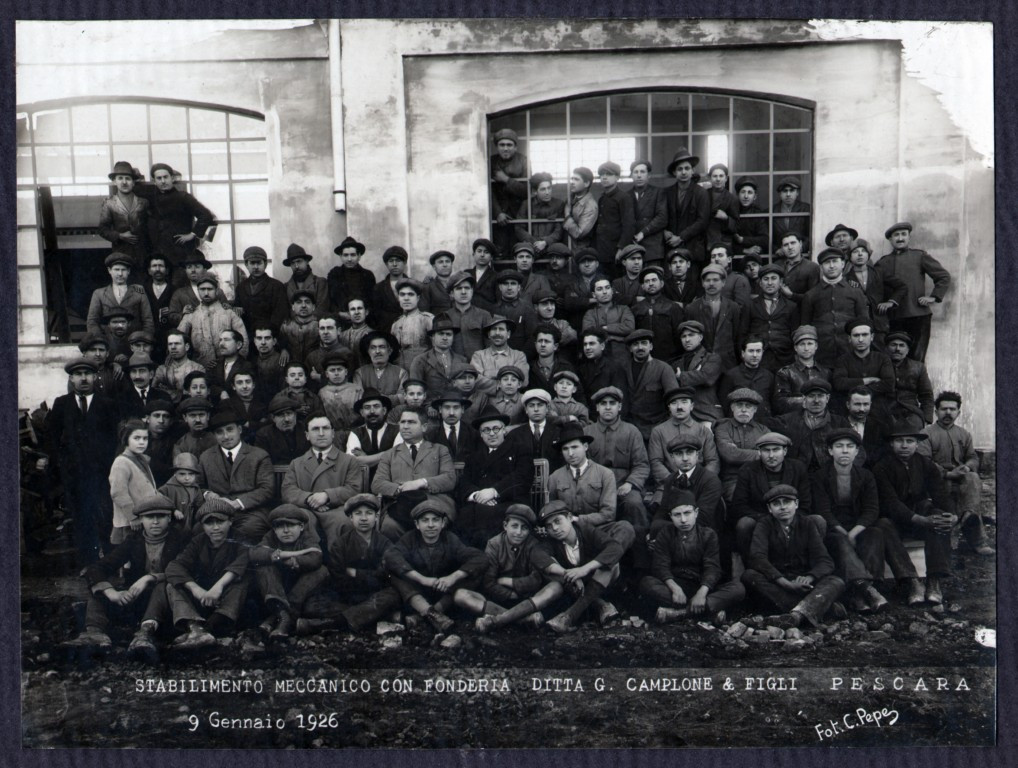
Gruppo dei dirigenti e degli operai della fonderia Camplone, Pescara 9 gennaio 1926. In seconda fila sono riconoscibili da sinistra: l'ing. Corradino D'Ascanio, l'imprenditore Giuseppe Camplone e i suoi fratelli.

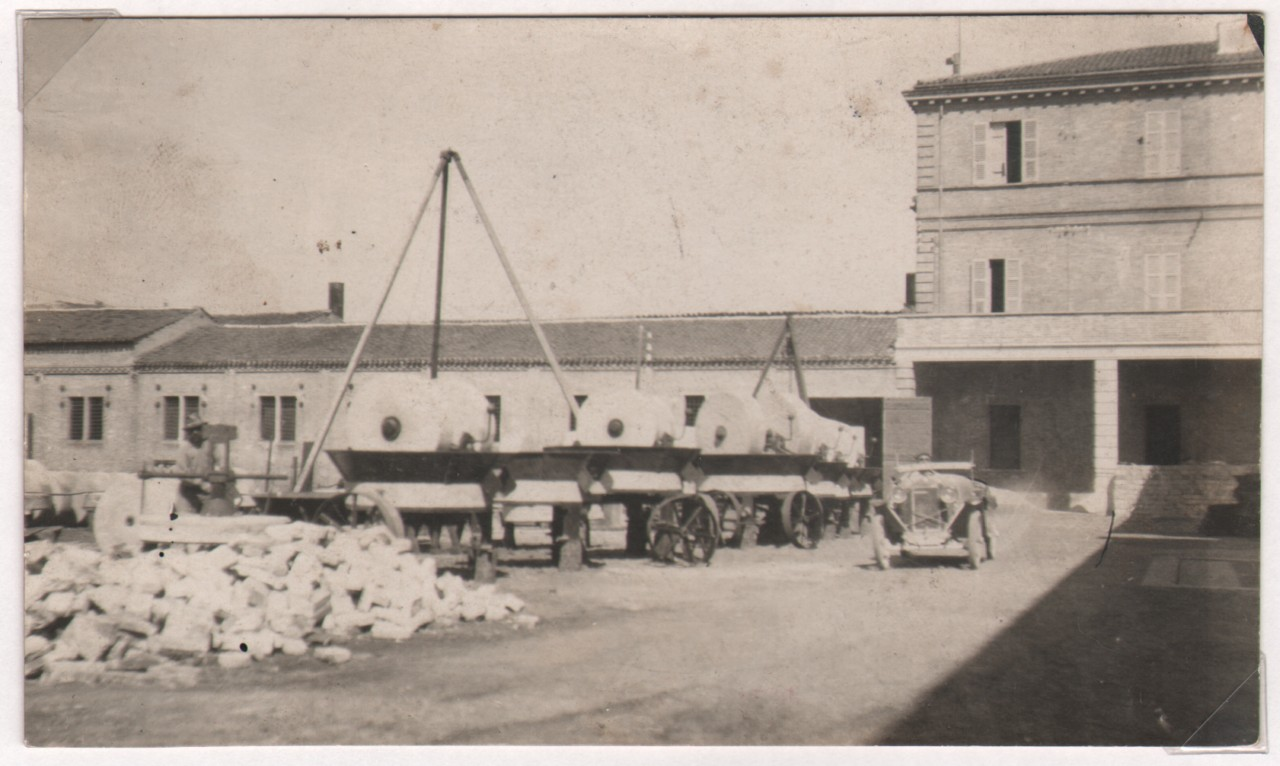
Esterno della fonderia Camplone. Il complesso era composto da vari capannoni con diverse destinazioni, produceva macchine oleraie e vi si fondeva la ghisa e l'acciaio necessari alla fabbricazione di tombini, fontane e ancore. In primo piano le macine per il frantoio, Pescara 1926.

La Prima guerra mondiale segna un passaggio fondamentale nella storia aziendale: infatti nel 1916 lo stabilimento è dichiarato “ausiliario” all'impegno bellico dal Ministero delle Armi e Munizioni e indirizzato alla produzione di munizioni, forni elettrici e strutture di ghisa per impianti elettrochimici. L'attività svolta durante il conflitto, grazie alle commesse statali, consente di effettuare investimenti e potenziare gli impianti; alla fine della guerra l'impresa riprende senza problemi la produzione di macchinari agricoli. Le Fonderie sono organizzate in tre reparti – carpenteria metallica, officine e fonderia –, si sviluppano su circa 4.000 m² e danno lavoro a oltre 200 dipendenti. Nel 1923 i risultati conseguiti valgono alle Fonderie Camplone la medaglia d'oro per l'alto livello qualitativo e tecnico della produzione assegnata dal ministero per l'Industria, agricoltura e commercio.
È in questi anni che nasce un'importante collaborazione con l'ingegnere Corradino D'Ascanio che, in società con il barone Pietro Troiani, sta avviando la progettazione e la realizzazione di elicotteri. I Camplone si dedicano allora alla costruzione e all'assemblaggio dei pezzi meccanici destinati ai prototipi presso le officine di Pescara: nascono così i modelli di elicottero D'AT1 e D'AT2; entrambi volano per breve tempo, ma gli esperimenti condotti grazie al supporto tecnico delle officine permetteranno la realizzazione del prototipo D'AT3 che, pochi anni dopo, conquista il primato di durata del volo.

### Seconda guerra mondiale
Nel corso degli anni Trenta la produzione di macchinari agricoli diventa ancora più competitiva a livello nazionale e si allarga ai mercati esteri, in particolare a quelli delle colonie italiane; nel 1932 l'impresa realizza un impianto per la produzione dell'acciaio e avvia la produzione di proiettili per l'esercito e la marina, con macchine di fabbricazione francese, fornite dal Governo. Alla vigilia della guerra la fabbrica occupa oltre 1.200 operai, tra cui 200 donne, e si sviluppa – con una decina di capannoni – su un'area di oltre 40.000 m². Nell'estate del 1943, a seguito dei pesanti bombardamenti alleati che distruggono la città e gli stabilimenti della Val Pescara, le Fonderie Camplone subirono danni ingenti; successivamente i nazisti in ritirata aggravano l'opera di distruzione, trasportando in Germania macchinari e materie prime. Nel dopoguerra l'impegno finanziario per la ricostruzione di circa 10.000 m² di impianti ammonta ad oltre 42 milioni di lire; il risultato è, alla fine della fase di riedificazione degli impianti, una sistemazione più razionale e moderna degli spazi, con una dotazione tecnica che deve puntare a soddisfare le nuove esigenze espresse dall'industria meccanica. Si realizza così una moderna fonderia per la produzione di ghisa e un nuovo impianto di fusione e laminazione dell'acciaio, quest'ultimo anche in funzione della domanda legata alla ricostruzione urbana postbellica. Negli anni Cinquanta, l'impresa si trasforma in società per azioni, con un aumento del capitale sociale di 54 milioni di lire, che resta nelle mani dei tre fratelli Camplone, ripartito in parti uguali.
Negli anni sessanta l'azienda, che occupa 250 operai, si trova al culmine di un periodo di sviluppo; il reparto acciaierie è potenziato con forni ad arco e induzione a media frequenza ed è specializzato nella produzione di getti di acciaio al manganese 12/14% e di acciaio al carbonio. Nel contempo è stato potenziato anche il tradizionale settore della meccanica agricola con l'introduzione di nuovi macchinari, come la superpressa autonoma Alfa con pompa abbinata e il gruppo separatore centrifugo Beta; questo settore della produzione conquista larghe fette del mercato nazionale e si impone anche nel mercato estero.
Con la crescita della città lo stabilimento di Pescara resta inglobato nel centro urbano e nel 1970 l'azienda, sollecitata a prendere in considerazione il trasferimento della produzione in un'area distante dall'abitato, opta per una nuova localizzazione concordata con il Consorzio industriale della Val Pescara; il programma di costruzione del nuovo stabilimento è però abbandonato in seguito alla morte di Eugenio Camplone, nel 1972. La scomparsa del proprietario e Direttore Generale porta alla chiusura dello stabilimento nel 1979. Dopo molti anni di abbandono, gli edifici ormai ridotti a ruderi immersi in un contesto di degrado, vennero abbattuti nel 2006, ed è in programma la riqualificazione dell'area con nuova urbanizzazione.

## Archivio
La documentazione relativa alla collaborazione tra le Fonderie Camplone e l'ingegnere abruzzese Corradino D'Ascanio, che progettò il primo elicottero italiano, è conservata nel fondo D'Ascanio (estremi cronologici: 1908-1984), depositato presso l'Archivio di Stato di Pescara.